# Cariboo North (circonscription britanno-colombienne)
Pour les articles homonymes, voir Cariboo (homonymie).
Circonscription électorale provinciale du Canada
Cariboo North est une ancienne circonscription provinciale de la Colombie-Britannique représentée à l'Assemblée législative de la Colombie-Britannique de 1991 à 2024.

## Géographie
En 2020, la circonscription représente la partie nord du District régional de Cariboo et inclut les villes de Quesnel et Wells (en).

## Liste des députés
| Législature                                              | Années                                         | Député                                         | Député                                         | Parti                                          |
| Cariboo North Circonscription issue de Cariboo           | Cariboo North Circonscription issue de Cariboo | Cariboo North Circonscription issue de Cariboo | Cariboo North Circonscription issue de Cariboo | Cariboo North Circonscription issue de Cariboo |
| -------------------------------------------------------- | ---------------------------------------------- | ---------------------------------------------- | ---------------------------------------------- | ---------------------------------------------- |
| 35e                                                      | 1991–1996                                      |                                                | Frank Garden (en)                              | Néo-démocratique                               |
| 36e                                                      | 1996–2001                                      |                                                | John Wilson (en)                               | Libéral                                        |
| 37e                                                      | 2001–2005                                      |                                                | John Wilson (en)                               | Libéral                                        |
| 38e                                                      | 2005–2009                                      |                                                | Bob Simpson (en)                               | Néo-démocrate                                  |
| 39e                                                      | 2009–2010                                      |                                                | Bob Simpson (en)                               | Néo-démocrate                                  |
| 39e                                                      | 2010-2013                                      |                                                | Bob Simpson (en)                               | Indépendant                                    |
| 40e                                                      | 2013–2017                                      |                                                | Coralee Oakes (en)                             | Libérale                                       |
| 41e                                                      | 2017–2020                                      |                                                | Coralee Oakes (en)                             | Libérale                                       |
| 42e                                                      | 2020–2023                                      |                                                | Coralee Oakes (en)                             | Libérale                                       |
| 42e                                                      | 2023-2024                                      |                                                | Coralee Oakes (en)                             | United                                         |
| Circonscription abolie, voir Prince George-North Cariboo |                                                |                                                |                                                |                                                |